# Scopula carnosa
Scopula carnosa är en fjärilsart som beskrevs av Louis Beethoven Prout 1925. Scopula carnosa ingår i släktet Scopula och familjen mätare. Inga underarter finns listade.